# Italiaanse bedrijfscultuur
De structuur van de meeste Italiaanse bedrijven is heel anders dan die van andere landen in West-Europa. Italië is een land van het midden- en kleinbedrijf, meer dan in andere EU-landen. Verreweg de meeste bedrijven zijn typische familiebedrijven met het hoofd van de familie, de 'padrone', als een patriarch aan het hoofd van het bedrijf. De hiërarchie in deze bedrijven is groot: de padrone is de baas en regelt en beslist vrijwel alles. Delegeren en medezeggenschap van de andere werknemers - vaak familieleden - is er niet bij. Dit heeft negatieve consequenties op zowel financieel vlak, dat van research en efficiëntie. Deze situatie wordt aangeduid met de term familisme.
De bedrijfscultuur van de Italiaanse ondernemingen is grondig aan het veranderen. Het was vroeger soms erg moeilijk om met de overheid zaken te doen. De politieke omwentelingen met de daarbij gepaard gaande operatie "Schone Handen" heeft voor meer transparante procedures gezorgd na eerst een korte impasse te hebben teweeggebracht.

## Zaken doen
Ten opzichte van Noord-Europese landen verschilt de Italiaanse manier van zaken doen onder andere op de volgende gebieden:
- het aanspreken: Italianen zijn formeler en gebruiken daar waar kan aanspreektitels als 'dottore'
- het bespreken van zaken gaat indirect en vaak tijdens een etentje.
- persoonlijk contact is erg belangrijk, er wordt zo vertrouwen gewonnen en op grond daarvan kunnen er zaken gedaan worden.

De cultuur van het zakendoen met de Italiaanse industrie is aan verandering onderhevig. De grote staatsonderneming IRI is bezig met een grote privatisering van tal van dochters. Tevens zijn de antitrustbepalingen in de laatste paar jaar van grote betekenis voor de concurrentieverhoudingen in dit land.
In Italië zijn handelsagenten in alle sectoren nog steeds de meest voorkomende introductievorm in de markt en om een weg te vinden in de bureaucratie. Het gaat daarbij echter niet altijd om de "traditionele" handelsagent zoals wij die kennen. Vaak treden ze op als "broker" of werken voor een vaste vergoeding als "contactpersoon". Dit gebeurt veel in de industrie en zeker bij de overheidsinstellingen.